# Tragopan
Tragopan – rodzaj ptaków z podrodziny bażantów (Phasianinae) w rodzinie kurowatych (Phasianidae).

## Zasięg występowania
Rodzaj obejmuje gatunki występujące w południowej, południowo-wschodniej i wschodniej Azji.

## Morfologia

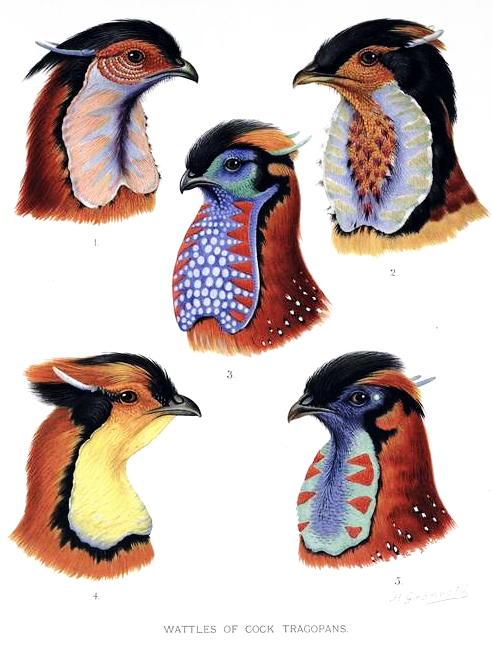
Porównanie głów przedstawicieli rodzaju

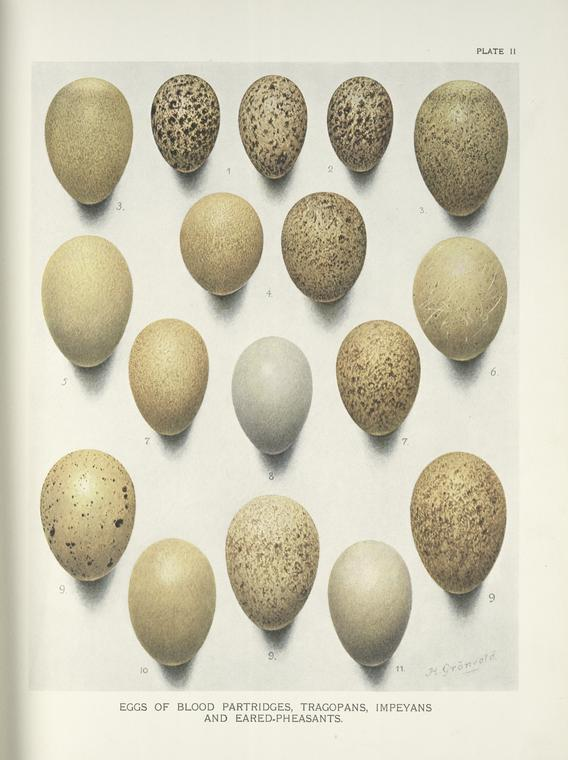
Porównanie jaj przedstawicieli rodzaju

Długość ciała samców 61–73 cm (ogona 18–34,5 cm), samic 50–60 cm (ogona 16–20 cm); masa ciała samców 980–2150 g, samic 900–1500 g. Przedstawiciele tego rodzaju mają na głowie dwa jaskrawo ubarwione, mięsiste rogi, które mogą podnieść podczas toków. Ich zwyczaj gniazdowania na drzewach jest niespotykany u innych przedstawicieli rodziny.

## Systematyka

### Etymologia
- Tragopan (Tragopon, Tragupan): łac. tragopan, tragopanis „bajkowy, rogaty i fioletowogłowy ptak” wymieniony przez Pliniusza i Pomponiusza Melę, od gr. τραγοπαν tragopan, τραγοπανος tragopanos – „nieznany duży, etiopski ptak”, być może dzioborożec[15].
- Diceratornis: gr. δικερατος dikeratos dwurogi, od δι- di- „podwójny”, od δις dis „dwa razy”, od δυο duo „dwa”; κερας keras, κερατος keratos „róg”; ορνις ornis, ορνιθος ornithos „ptak”[16]. Gatunek typowy: Meleagris satyra Linnaeus, 1758.
- Satyra: epitet gatunkowy Meleagris satyra Linnaeus, 1758; łac. satyrus „satyr”, od gr. σατυρος saturos „satyr”[17]. Gatunek typowy: Meleagris satyra Linnaeus, 1758.
- Ceriornis (Ceryornis, Cereornis): gr. κερεινος kereinos „rogaty”, od κερας keras, κερατος keratos „róg”; ορνιξ ornix, ορνιχος ornikhos „ptak”[18]. Gatunek typowy: Ceriornis macrolophus Swainson, 1837 (= Meleagris satyra Linnaeus, 1758).
- Ceratornix (Ceratornis): gr. κερας keras, κερατος keratos „róg”; ορνιξ ornix, ορνιχος ornikhos „ptak”[19]. Gatunek typowy: Meleagris satyra Linnaeus, 1758.

### Podział systematyczny
Do rodzaju należą następujące gatunki:
- Tragopan melanocephalus (J.E. Gray, 1829) – tragopan rudolicy
- Tragopan satyra (Linnaeus, 1758) – tragopan czerwony
- Tragopan blythii (Jerdon, 1870) – tragopan żółtolicy
- Tragopan temminckii (J.E. Gray, 1831) – tragopan modrolicy
- Tragopan caboti (Gould, 1857) – tragopan plamisty